# Německý červený kříž
Německý červený kříž (německy: Deutsches Rotes Kreuz e. V., DRK) je národní společnost Červeného kříže v Německu. S více než 4,5 miliony členy se jedná o třetí největší společnost Červeného kříže na světě. Německý červený kříž nabízí širokou škálu služeb v rámci i mimo Německa. Jedná se například o největšího poskytovatele mimořádné zdravotní služby v Německu, provozuje sanatoria, nabízí sociální služby pro mladistvé a rodiny.